# ハインリヒ・ヴァーグナー
ハインリヒ・ヴァーグナー（Heinrich Wagner、1899年4月23日 - 1953年1月15日）は、ドイツの実業家である。オペル（アダム・オペル社）とダイムラー・ベンツで取締役会会長を務めた。

## 経歴

### オペル
1922年10月1日、リュッセルスハイムのアダム・オペル社（オペル）で自動車業界におけるキャリアを始めた。ヴァーグナーは同社で各部門の運用マネージャーや工場長を歴任し、1938年に同社の取締役となった。
1939年9月にドイツがポーランドに侵攻し、第二次世界大戦が始まり、オペルもドイツの戦時体制に組み込まれることとなった。そのため、同社を傘下に置く米国のゼネラルモーターズ（GM）は前任のアメリカ人経営者を帰国させ、ヴァーグナーはその跡を引き継いでオペルの取締役会会長となった。
ヴァーグナーは1940年4月に国家社会主義ドイツ労働者党（ナチ党）の党員となったが、翌1941年4月に、オペルが所在するヘッセン人民州のナチ党大管区指導者であるヤーコプ・シュプレンガーによって会長職からの辞任を強いられ、その地位をナチ党の戦争経済指導者の一人であるカール・リューアに譲った。1942年11月にオペルはドイツ政府の敵資産管理委員会（Reichskommissar für die Behandlung feindlichen Vermögens）の管理下に置かれ、リューアはその管財人となったため、同社の経営は再びヴァーグナーに委ねられた。
戦争の終結後、連合軍軍政期の1945年10月に非ナチ化プロセスのため、ヴァーグナーはオペルを去ることとなる。この過程で、連合国が設けた仲裁室の審査により、ヴァーグナーはナチ党の同調者に区分され、補償金として2,000ライヒスマルクの支払いを課された。

### ダイムラー・ベンツ
1948年、ヴァーグナーはダイムラー・ベンツの取締役会会長であるヴィルヘルム・ハスペルによって同社の取締役に起用され、同社のマンハイムとガッゲナウの工場の管理を任された。この人事は、GM傘下のオペル出身のヴァーグナーがアメリカ式の最先端の大量生産技術に通じていたことを見込まれての配置である。加えて、ダイムラー・ベンツのマンハイム工場は戦時中はオペル・ブリッツ3トントラックをライセンス生産しており、同工場もまたオペルを通じてアメリカ式の生産技術のノウハウの蓄積があり、その管理者としてヴァーグナーは適任だった。製造部門の知見が豊富なヴァーグナーは、ダイムラー・ベンツにおいて同工場における商用車（トラック）の量産体制を整えた。
1952年1月にハスペルが急死したことでヴァーグナーは取締役会の会長職を引き継いだが、ヴァーグナー自身も翌年1月に死去し、1年に満たない短期の在任となった。